# 元江风车子
元江风车子（学名：Combretum yuankiangense）为使君子科风车子属的植物，是中国的特有植物。分布在中国大陆的云南等地，生长于海拔680米至1,250米的地区，多生长于山谷疏林中，目前尚未由人工引种栽培。